# Pfarrkirche Ramingstein

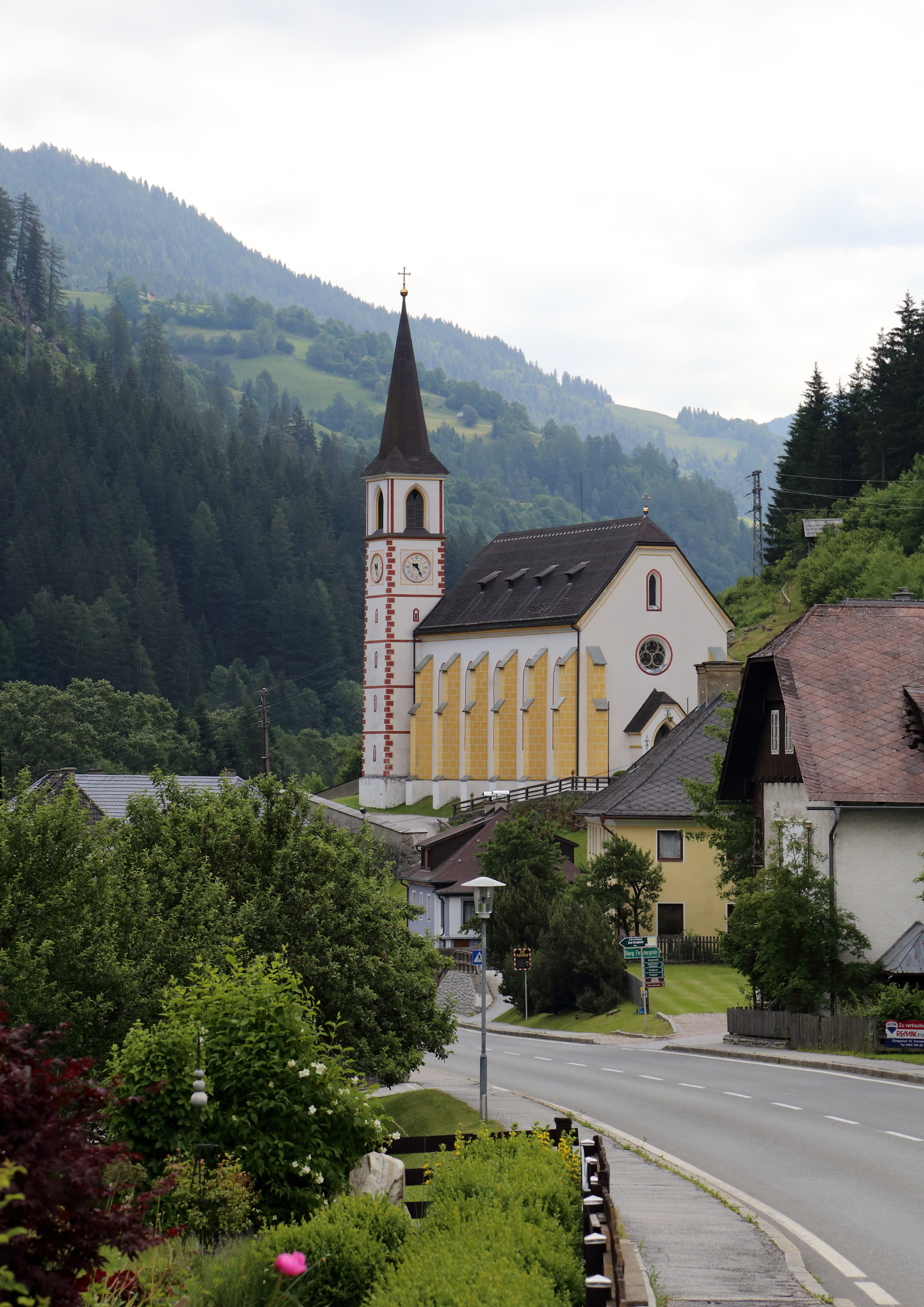
Katholische Pfarrkirche hl. Achatius in Ramingstein

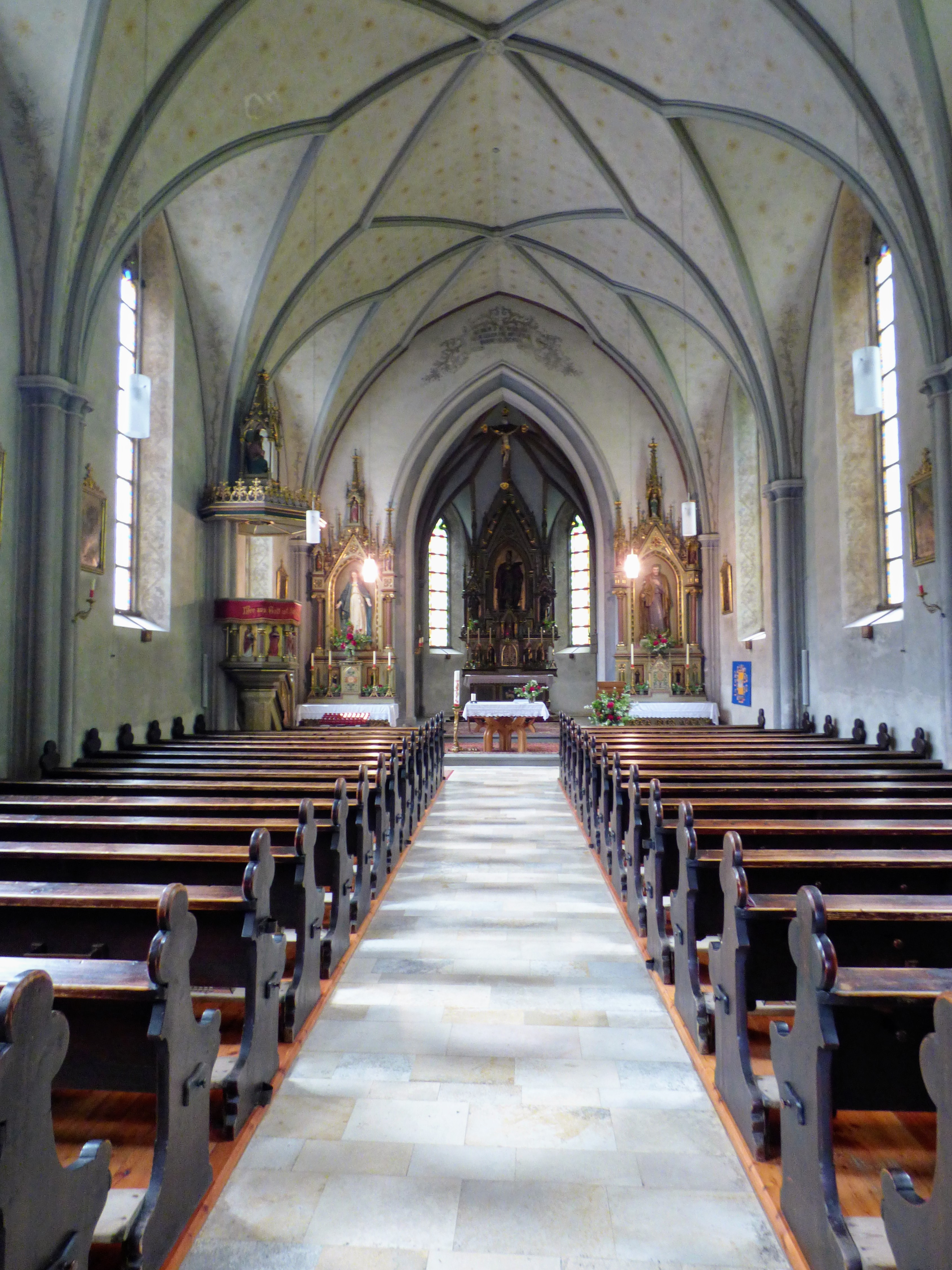
Langhaus, Blick zum Chor

Die römisch-katholische Pfarrkirche Ramingstein steht am Kirchberg oberhalb der Ortschaft der Gemeinde Ramingstein im Bezirk Tamsweg im Land Salzburg. Die dem Patrozinium des hl. Achatius unterstellte Pfarrkirche gehört zum Dekanat Tamsweg in der Erzdiözese Salzburg. Die Kirche steht unter Denkmalschutz (Listeneintrag).

## Geschichte
Eine Kirche wurde 1366 urkundlich genannt. 1688 wurde die Kirche baulich erweitert. 1852 und 1854 erlitt die Kirche Brände. Von 1890 bis 1894 wurde die Kirche nach den Plänen des Architekten Jakob Ceconi neu erbaut. Die Kirche wurde 1949 und 1981/1982 restauriert.
1831 wurde die Pfarre gegründet. 

## Architektur
Die neugotische Kirche aus 1890/1894 beinhaltet neugotisches Inventar aus der Bauzeit.
Das Kirchenäußere zeigt eine Westfront des Langhauses mit zweifach abgestuften Strebepfeilern und einem Rechteckportal mit einem gemauerten Vorbau mit profilierten Spitzbogenöffnungen unter einem abgewalmten Satteldach, darüber befindet sich ein Kreisfenster mit Maßwerk und ein Spitzbogenfenster und ein abgewalmter Giebel. Das Langhaus hat im Norden und Süden spitzbogige Maßwerkfenster und zweifach abgestufte Strebepfeiler. Der niedrigere eingezogene Chor mit einem Dreiseitschluss hat Spitzbogenfenster, im Osten schließt ein niedriger Sakristeianbau mit einer Eisenplattentür und Flachbogenfenstern an, südlich am Chor ist ein Anbau mit Rechteckfenstern. Der Turm steht nördlich am Chor, er zeigt sich ungegliedert mit Luken und Gesims und hat gekehlte spitzbogige Schallfenster und trägt einen Spitzhelm.
Das Kircheninnere zeigt ein fünfjochiges Langhaus unter einem Netzrippengewölbe auf Kapitellen und Wandpfeilern mit vorgesetzten Runddiensten. Die Rankenmalerei ist neugotisch. Die zweigeschoßige Westempore hat beidseitig einen Zugang. Der eingezogene spitzbogige Triumphbogen mit Wulst ist gekehlt. Der um zwei Stufen erhöhte Chor unter einem Netzrippengewölbe auf Kapitellen auf Runddiensten hat beidseits abgefaste Spitzbogenportale und im Osten eine Rechtecktüre und darüber eine spitzbogige Nische.
Teils sind die Glasfenster aus der Bauzeit erhalten.

## Einrichtung
Die drei neugotischen Altäre im Ende des 19. Jahrhunderts durch den Tischler Johann Ripper, den Bildhauer Johannes Piger und den Maler Andreas Doser. Der Hochaltar trägt ein Figurenrelief hl. Achatius und die neugotischen Figuren der Heiligen Peter und Paul. Beim Tabernakel stehen seitlich je zwei Evangelisten.
Der linke Seitenaltar trägt das Relief hl. Maria und seitlich Statuetten der Heiligen Dominikus und Klara sowie Anna und Joachim und im Auszug Christus. Der rechte Seitenaltar trägt das Relief hl. Josef und seitlich Statuetten der Heiligen Joachim und Anna und im Auszug Mutter Gottes.
Die neugotische Kanzel trägt Relieffiguren der Vier Kirchenväter und auf dem Schalldeckel die Figur Moses mit den Gesetzestafeln. Es gibt ein barockes Hängekruzifix. Die 14 Stationbilder entstanden im 19. Jahrhundert und befinden sich in neugotischen Rahmen vom Maler Th. Driendl. Im Chor befindet sich ein Taufstein mit einem neugotischen Aufsatz.
Die Orgel aus 1891 von Albert Mauracher wurde 2006 durch eine Orgel von Walter Vonbank ersetzt.